# Miranda Raison
Pour les articles homonymes, voir Raison (homonymie).
 (novembre 2012).
Si vous disposez d'ouvrages ou d'articles de référence ou si vous connaissez des sites web de qualité traitant du thème abordé ici, merci de compléter l'article en donnant les références utiles à sa vérifiabilité et en les liant à la section « Notes et références ».
Miranda Caroline Raison est une actrice britannique-française née à Burnham Thorpe  dans le Norfolk le 18 novembre 1977. Elle a interprété le rôle-titre dans Anne Boleyn de Howard Brenton au Shakespeare's Globe Theatre et a joué Hermione dans la production du Conte d'hiver de Kenneth Branagh, qui ont tous deux été acclamés par la critique. Elle est également une artiste vocale prolifique.

## Biographie
Miranda Raison est née à Burnham Thorpe (Norfolk). Sa mère, Caroline Raison, lit les informations pour l'ITV Anglia ; son père, Nick Raison, est un pianiste de jazz. Ils ont divorcé lorsqu'elle avait cinq ans.

Miranda est la petite-nièce de Thomas William Edward Coke, cinquième comte de Leicester, la petite-fille du joueur de cricket Max Raison et la nièce de l'homme politique Timothy Raison.

Depuis l'âge de neuf ans, elle étudie dans plusieurs pensionnats tel que Gresham's School, Felixstowe College et Stowe School. Elle est par ailleurs formée à l'école Webber Douglas Academy of Dramatic Art,.
Elle parle couramment le français,.

## Filmographie
| Année   | Titre                                 | Rôle                                                             | Notes |
| ------- | ------------------------------------- | ---------------------------------------------------------------- | --- |
| 2002    | Meurtres à l'anglaise                 | Ros                                                              | Série télévisée (saison 1, épisode 3 : Trait sanglant)                                                                 |
| 2005    | MI-5                                  | Jo Portman                                                       | Série télévisée (37 épisodes de la saison 4 en 2005 à la saison 8 en 2009)                                             |
| 2005    | Gigolo malgré lui                     | Svetlana Revenko                                                 | Film américain |
| 2005    | Match Point                           | Heather                                                          | Film américano-britannique                                                                                             |
| 2006    | Coups d'État                          | Daisy                                                            | Film britannique |
| 2007    | Doctor Who                            | Talllulah                                                        | Série télévisée (deuxième série, saison 3, épisodes 4 et 5 : L'Expérience finale et DGM : Dalek génétiquement modifié) |
| 2007    | Totally Doctor Who                    | Invitée                                                          | Série télévisée (1 épisode)                                                                                            |
| 2007    | Plus One                              | Linsey                                                           | Mini-série télévisée (5 épisodes)                                                                                      |
| 2008    | Hercule Poirot                        | Mademoiselle Blanche                                             | Série télévisée (saison 11, épisode 12 : Le Chat et les Pigeons)                                                       |
| 2010    | Married Single Other                  | Abbey                                                            | Mini-série télévisée (6 épisodes)                                                                                      |
| 2010    | Apache: Air Assault                   | Lieutenant Sandra Lansing                                        | Jeu vidéo |
| 2011    | Dragon Age 2                          | Cassandra Pentaghast, Varania, Dulci de Launcet et d'autres voix | Jeu vidéo |
| 2011    | Sugartown                             | Emily                                                            | Mini-série télévisée (3 épisodes)                                                                                      |
| 2011    | Renegade Ops                          | Natasha                                                          | Jeu vidéo |
| 2011    | Meurtres au paradis                   | Megan Talbot                                                     | Série télévisée (saison 1, épisode 4 : Noces de sang)                                                                  |
| 2011    | Merlin                                | Iseult                                                           | Série télévisée (2 épisodes)                                                                                           |
| 2011    | My Week with Marilyn                  | Vanessa                                                          | Film américano-britannique                                                                                             |
| 2012    | Dirk Gently                           | Kate                                                             | Série télévisée (1 épisode)                                                                                            |
| 2012    | Blades of Time                        | Ayumi                                                            | Jeu vidéo |
| 2012    | The Secret World                      | Zaha, Rada Nastase, Aveline Belmont et d'autres voix             | Jeu vidéo |
| 2012    | Sinbad                                | Lara Assuage                                                     | Série télévisée (1 épisode)                                                                                            |
| 2012    | Vexed                                 | Georgina Dixon                                                   | Série télévisée (saison 2, 6 épisodes)                                                                                 |
| 2013    | Inspecteur Lewis                      | Docteur Stella Drew                                              | Série télévisée (2 épisodes)                                                                                           |
| 2013    | Thomas et ses Amis                    | Millie                                                           | Série télévisée (2 épisodes)                                                                                           |
| 2013    | Thomas & Friends: King of the Railway | Millie                                                           | Film d'animation d'après la série Thomas et ses Amis                                                                   |
| 2014    | Silk                                  | Harriet Hammond                                                  | Série télévisée (6 épisodes)                                                                                           |
| 2014    | 24 heures chrono (saison 9)           | Caroline Fowlds                                                  | Série télévisée américaine (6 épisodes)                                                                                |
| 2014    | Dragon Age : Inquisition              | Cassandra Pentaghast                                             | Jeu vidéo |
| 2014    | SAS section d'assaut (I am Soldier)   | Capitaine Stella                                                 | Film britannique |
| 2015    | Spotless                              | Julie Greer-Bastière                                             | Série télévisée franco-britannique (10 épisodes)                                                                       |
| 2015    | AfterDeath                            | Robyn                                                            | |
| 2018    | Nightflyers                           |                                                                  | Série télévisée |
| 2020    | Artemis Fowl                          |                                                                  | |
| 2022    | Création de Dragon Age: Absolution    | Cassandra Pentaghast                                             | Épisode : "A Woman Unseen"                                                                                             |
| 2022-23 | Sister Boniface Mysteries             | Ruth Penny                                                       | Série télévisée (11 épisodes)                                                                                          |
| 2020-23 | Warrior                               | Nellie Davenport                                                 | Série télévisée (17 épisodes)                                                                                          |
| 2024    | L'Enchanteur                          | Jean Seberg                                                      | Film télévisé |